# يوسف حرب
يوسف حرب ممثل سوري ولد بدمشق بدايته بالعمل الفني عام 1996. كان قد تخرج من معهد الفنون المسرحية في سوريا.

## أعماله
- المهلب بن أبي صفرة (2018)
- الفصول الأربعة (1999)
- آخر أيام التوت (1999)
- سفر (1998)
- ياسين تورز (1996)
- أحلام أبو الهنا (1996)
- القيد (1996)
- مرايا 95 (1995)
- عائلتي (1993)
- المستجير 1993)
- طرابيش (1992)
- شوفو الناس (1991)
- عريس الهنا
- الانتقام حبا (1983)